# سونی آلفا ۷۰۰
سونی آلفا ۷۰۰ (به انگلیسی: Sony Alpha 700) یک دوربین عکاسی  ساخت شرکت سونی است.